# Youth of Today
Youth of Today es un grupo neoyorquino de hardcore punk, fundado en 1985. Jugaron un papel importante para establecer la subcultura youth crew; a su vez, conocidos por llevar y promulgar un estilo de vida straight edge y vegetariano.
Tras dos álbumes de estudio, sumado a varios EP, singles y álbumes en vivo, la banda se separó en 1990. Tras esto, Cappo y Porcell se involucraron en el movimiento Hare Krishna, formando las bandas Shelter y Better Than a Thousand.

## Historia
Youth of Today se formó en 1985 en Connecticut por dos miembros de la banda Violent Children, Ray Cappo (cantante) y John Porcelly (guitarrista), querían empezar una banda en una época en la que la mayoría de bandas straight edge de la vieja escuela se habían desintegrado. Teniendo dificultades para encontrar un bajista y un baterista, Ray y John pidieron ayuda a dos de sus amigos de la secundaria, Graham Philips y Darren Pesce quienes habían tocado con Porcelly en el pasado en una banda llamada Young Republicans.
En 1985 Youth of Today graba su primer EP Can't Close My Eyes para el sello Postive Force de Kevin Seconds (cantante de la banda 7 Seconds).
Luego de una gira, Graham y Darren abandonaron la banda y dos miembros de Straight Ahead se unieron, Craig Setari (bajo) y Tommy Carroll (batería).
En la segunda gira Tommy se va, y Drew Thomas, baterista de la banda Crippled Youth (posteriormente conocida como Bold) tocó hasta terminar la gira.
Tiempo después el cantante de Underdog, Richie Birkenhead, se unió como segundo guitarrista, con esta nueva formación. Youth of Today grabó su primer álbum titulado Break Down The Walls lanzado por el sello Wishingwell Records.
Un poco después de grabar el álbum, Drew es remplazado por Mike "Judge" Ferraro de Death Before Dishonor (luego fue cantante junto con Procelly en la guitarra de la banda Judge).
Cuando Craig reunió a Straight Ahead (luego tocó en Agnostic Front y en Sick of It All), Walter Schreifels de Gorilla Biscuits se convirtió en el nuevo bajista.
A términos de la gira de su nuevo álbum seguida por su LP, el segundo guitarrista Richie deja la banda para concentrarse como cantante de Underdog, con esta nueva formación, Youth of Today graba 2 temas nuevos con Revelation Records junto con bandas neoyorquinas como Bold, Gorilla Biscuits, Side By Side y Sick of it All en un recopilatorio llamado New York Hardcore - The Way It Is.
A finales de 1987 Mike deja la banda y Sammy Siegler (ex Side By Side) entra como baterista. En 1988 Youth of Today graba su segundo LP llamado We're Not in This Alone. En los años siguientes Youth of Today, con una formación estable, hace una gira europea tocando en varios países.
En 1990 la banda decide separarse grabando 4 temas como despedida en Revelation Records, tres de esas canciones aparecen en el sencillo Disengage.
Bandas como Uniform Choice, Insted, No For An Answer, Chain of Strength, Gorilla Biscuits y Youth of Today fueron una inspiración para bandas de todo el mundo que combinaron un pensamiento positivo y el straight edge con un energético y rápido hardcore.

### Después de la separación
- Ray Cappo formó la banda hare krishna llamada Shelter, también formó parte de Reflex From Pain y Better Than a Thousand.
- Walter tocó en 1986 con Gorilla Biscuits y en 1990 junto a Porcell y Sammy tocaron en su gira europea, luego de la separación de Gorilla Biscuits, Walter tocó en Quicksand, Rival Schools y otras bandas.
- Sammy luego de tocar en CIV (con miembros de Gorilla Biscuits) tocó en varias bandas, incluyendo Limp Bizkit y Glassjaw.

## Miembros
Miembros actuales

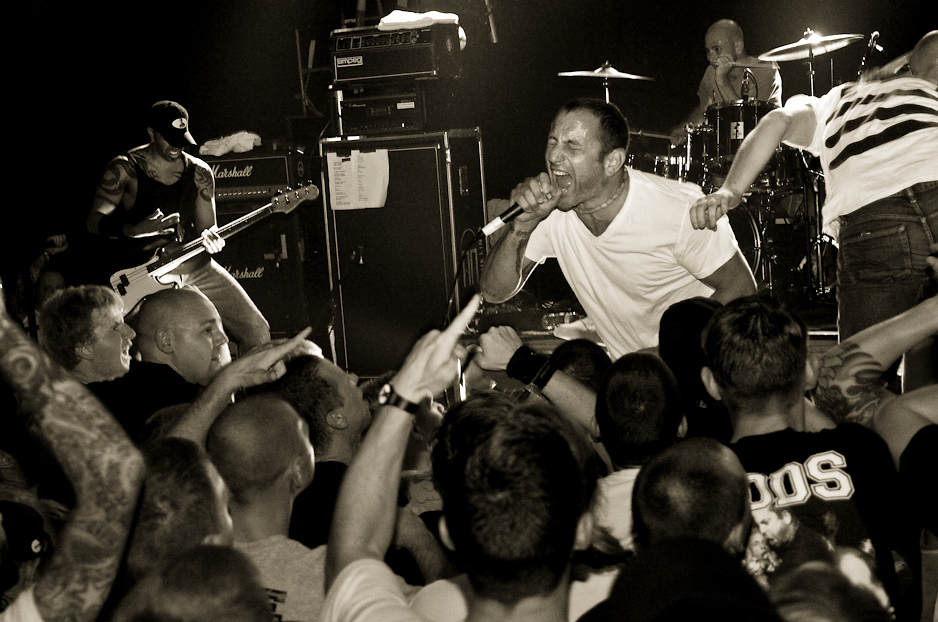
YOT en vivo en Berlín, 2010

- Ray Cappo – voces (1985–1990, 1994, 1999, 2003–2004, 2010–presente)
- John Porcelly – guitarras (1985–1990, 1994, 1999, 2003–2004, 2010–presente)
- Walter Schreifels – bajo (1987–1990, 1994, 2016–presente)
- Sammy Siegler – batería (1987–1990, 1994, 1999, 2003–2004, 2016–presente)

Miembros anteriores
- Richie Birkenhead – guitarras (1986–1987)
- Graham Phillips – bajo (1985–1986)
- Craig Setari – bajo (1986–1987)
- Lukey Luke – bajo (1987)
- Tim Brooks – bajo (1999)
- Ken Olden – bajo (2003–2004, 2010–2016)
- Darren Pesce – batería (1985–1986)
- Kevin Seconds – batería (1986)
- Tommy Carroll – batería (1986)
- Drew Thomas – batería (1986–1987)
- Mike "Judge" – batería (1987)
- Vinny Panza – batería (2010–2016)
- Steve Reddy – voces (invitado para un show en 1987, tras el quiebre del tobillo de Walter. Ray tocó bajo)

## Discografía
Álbumes de estudio
- Break Down The Walls (1987, Wishing Well; relanzado por Revelation en 1988)[2]
- We're Not in This Alone (1988, Caroline; relanzado por Revelation en 1990)[3]

EP y sencillos
- Can't Close My Eyes 7" (1985, Positive Force; relanzado en distintas ocasiones por Schism, Caroline y Revelation)[4]
- Youth Of Today (1990, Revelation)
- Disengage 7"/CD (1990, Revelation)
- One Night Stand 7" (2019, Revelation)

Álbumes en vivo
- Live at Van Hall 1989, Amsterdam 7" (Commitment, 1989)
- Take a Stand 12"/CD (Lost and Found, 1992)
- Live at CBGB's 7" (Reality, 1998)
- A Time We'll Remember CD (Supersoul, 2003)

Bootlegs
- Anarchy in Vienna (1989)
- Live at CBGB's - Summer 1986 7" (1990)
- Yesterday 7" (1991)
- NYC Straight Edge Hardcore 7" (Suffocation, 1991)
- Youth Of Today / Inside Out Benefit en vivo (1991)
- Change tape en vivo (???, Koma)

Apariciones en compilatorios
- Make It Work 7"
- Connecticut Fun LP (1985)
- New York City Hardcore:Together 7" (1987, Revelation Records)
- New York City Hardcore - The Way It Is LP (1988, Revelation Records)
- Hold Your Ground CD
- Sunday Matinee LP/ CD
- In-Flight Program CD
- Voice Of The Voiceless LP/ CD
- Another Shot For Bracken LP
- A Time We'll Remember LP
- We Bite 7"
- We Bite 100 2xLP
- The Sound Of The Streets 4xCD
- Revelation 100 2xLP/CD (Revelation Records)